# 劉審瓊
劉 審瓊（りゅう しんけい、生年不詳 - 997年）は、中国の北宋の政治家。本貫は涿州范陽県。

## 経歴
貧家に生まれた。後漢の乾祐年間に湘陰公劉贇が彭門に駐屯すると、審瓊はその幕下に属した。後周が建国されると、永興軍節度の劉詞を頼って赴き、劉詞に仕えた。劉詞が死去すると、趙匡胤に従って、側近として仕えた。宋が建国されると、殿直に任じられた。沢州・潞州の平定にあたって従軍し、供奉官に転じた。
開宝年間、軍器庫使に累進した。ときに枢密使の李崇矩が黄金を受け取って科挙における不正な便宜を図ったとの告発を受けた。審瓊が証人として召し出されたが、告発の不当性を具体的に陳述してその証言が採用された。鎮州知州として出向した。開宝7年（974年）、太宗が北漢を攻撃したとき、遠征は1月あまりになったが、審瓊は補給を欠かさなかった。
檀州刺史・潭州知州に転じた。州では火事が多かったため、日頃水をためて火事対策にあてていたが、これが民衆の負担になっていた。審瓊が赴任すると、これを廃止した。後に知河陽に転じた。淳化3年（992年）、開封に帰ると、老衰を訴えて、正式な郡符を受けるよう願い出た。太宗に認められて、坊州刺史に任じられた。至道3年（997年）、在官のまま死去した。
孫の劉爽は、進士に及第して、後に祠部員外郎・秘閣校理となった。

## 伝記資料
- 『宋史』巻274 列伝第33